# Автошлях B55 (Німеччина)
Федеральна траса 55 (Б 55 ) пролягає від Юліха через Кельн, Бергнойштадт, Ольпе, Леннештадт, Мешеде та Ліппштадт до Реда-Віденбрюка.

## Історія

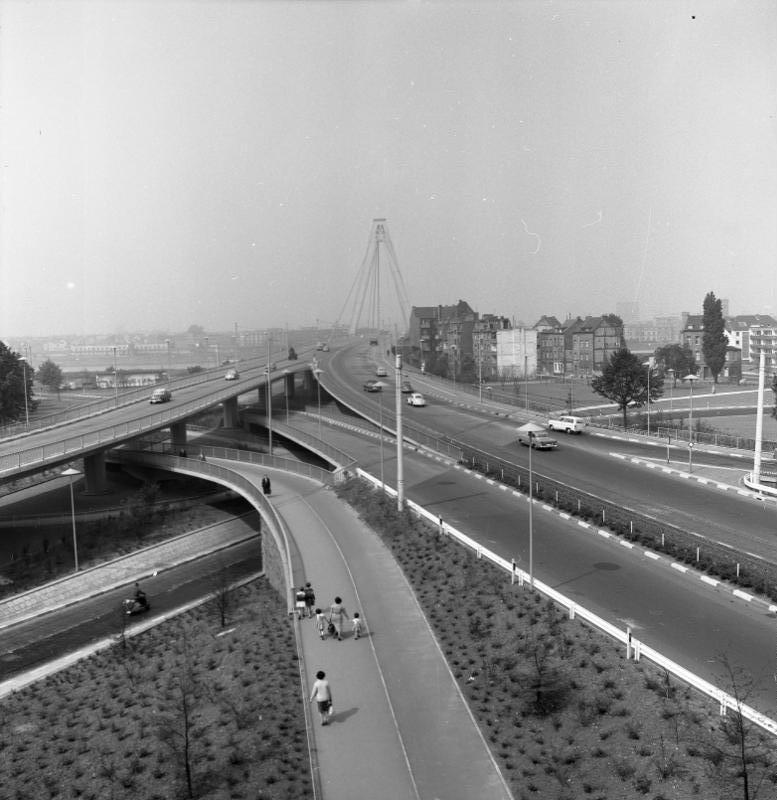
Северинський міст 1960 року

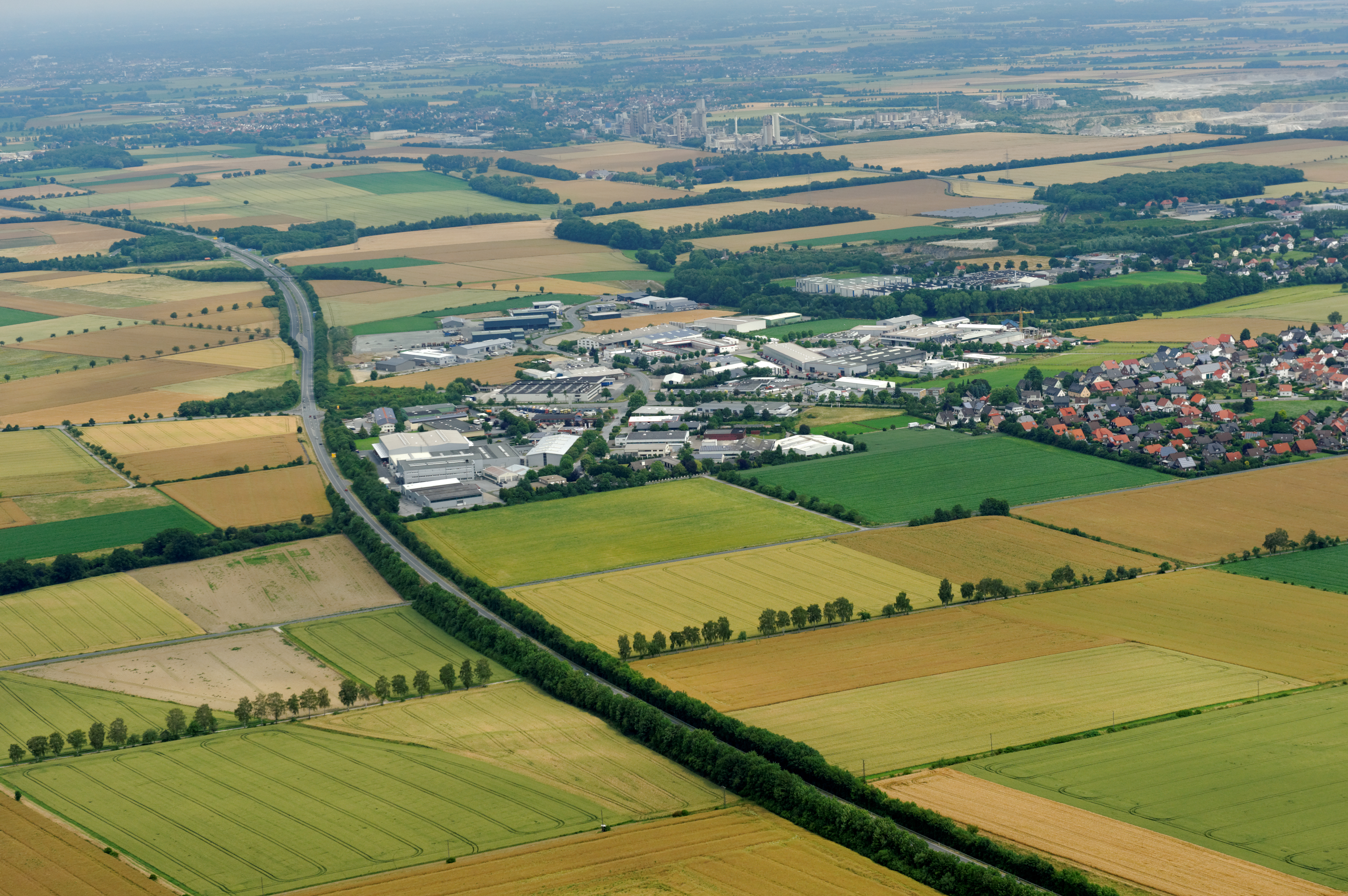
B 55 з A 44 і перехрестя Erwitte/Anröchte

B 55, запроваджена в 1934 році, з’єднувала три секції, які були побудовані в 1820-х роках.
- Кобленц-Мінденер Ландштрассе була побудована в кілька етапів між 1816 і 1828 роками і мала на меті з'єднати прусські гарнізонні міста Кобленц і Мінден найкоротшим можливим шляхом. Північна частина Кобленц-Мінденер Ландштрассе пізніше була пронумерована як Райхштрассе 61, тоді як південна частина від Ольпе через Фройденберг до Кірхена не була піднесена до Райхштрассе.
- Köln-Olper Chaussee, побудована в 1823–1834 роках, вела з Кельна вздовж річки Аггер до Оберберзької землі . Після його завершення з 1835 року між Кельном і Ольпе курсував поштовий вагон.
- Köln-Jülicher Straße була головною сполучною дорогою між Кельном і Аахеном, поки Köln-Dürener Straße не було розширено. Однак значна частина цього маршруту, наприклад, Аахенерштрассе в Кельні, бере свій початок у Via Belgica, римській магістральній дорозі з Кельна через Юліх, Маастрихт до Булонь-сюр-Мер.

У 2015 році в Дойці на кільці Deutzer Ring був побудований новий міст B 55 через Landesstraße 124. Новобудова відкрилася 21 Випущено грудень 2016.